# Kunan Kiribati
Kunan Kiribati (català: Cançó de Kiribati), també conegut pel seu inici, "Teirake Kaini Kiribati" (català: Aixeca't Kiribati)] és l'himne nacional de Kiribati. Va ser escrit i compost per Ioteba Tamuera Uriam i adoptat després de la independència el 12 de juliol de 1979. La seva lletra va ser confirmada segons l'annex 3 de la Llei d'identitat nacional de 1989.
L'himne va ser seleccionat després d'un concurs de cançons a nivell nacional per trobar un himne nacional. Entre els participants en el concurs hi havia el compositor local i missioner protestant, el reverend Tom Toakai.

## Lletra
Segons la Llei d'Identitat Nacional de 1989, la peça s'ha de cantar a un tempo andante de 108.
| Gilbertès | transcripció AFI | Català |
| --- | --- | --- |
| I Teirake kaaini Kiribati, Anene ma te kakatonga, Tauraoi nakon te mwioko, Ma ni buokia aomata. Tauaninne nte raoiroi, Tangiria aomata nako. Tauaninne nte raoiroi, Tangiria aomata. II Reken te kabaia ma te rau, Ibuakoia kaain abara, Bon reken te nano ae banin, Ma te i-tangitangiri naba. Ma ni wakina te kabaia, Ma n neboa i eta abara. Ma ni wakina te kabaia, Ma n neboa abara. III Ti butiko ngkoe Atuara, Kawakinira ao kairira, Nakon taai aika i maira, Buokira ni baim ae akoi. Kakabaia ara Tautaeka, Ma ake a makuri iai. Kakabaia ara Tautaeka, Ma aomata ni bane. | 1 [tei̯.ɾa.ke kaːi̯.ni ki.ɾi.bæ.si] [a.ne.ne mæ te ka.ka.to.ŋa] [tau̯.ɾa.oi̯ na.kon te mˠi.o.ko] [mæ ni bu.o.ki.a ao̯.mæ.ta] [tau̯.a.nin.ne (i)n.te ɾa.oi̯.ɾoi̯] [ta.ŋi.ɾi.a ao̯.mæ.ta na.ko] [tau̯.a.nin.ne (i)n.te ɾa.oi̯.ɾoi̯] [ta.ŋi.ɾi.a ao̯.mæ.ta] 2 [ɾe.ken te ka.bai̯.a mæ te ɾau̯] [i.bu.a.koi̯.a kaː.in a.bæ.ɾa] [bon ɾe.ken te næ.no ae̯ ba.nin] [mæ te‿i̯.ta.ŋi.ta.ŋi.ɾi na.bæ] [mæ ni βˠa.ki.na te ka.bai̯.a] [mæ‿n ne.bo.a‿i̯ e.ta a.bæ.ɾa] [mæ ni βˠa.ki.na te ka.bai̯.a] [mæ‿n ne.bo.a a.bæ.ɾa] 3 [si bu.si.ko‿ŋkoe̯ a.tu.a.ɾa] [ka.βˠa.ki.ni.ɾa a.o kai̯.ɾi.ɾa] [na.kon taːi̯ ai̯.ka i ma.i.ɾa] [bu.o.ki.ɾa ni bæi̯m ae̯ a.koi̯] [ka.ka.bai̯.a a.ɾa tau̯.tae̯.ka] [mæ a.ke a ma.ku.ɾi i.ai̯] [ka.ka.bai̯.a a.ɾa tau̯.tae̯.ka] [mæ ao̯.mæ.ta ni bæ.ne] | I Aixequeu-vos, poble de Kiribati! Canteu amb alegria! Prepareu-vos per acceptar la responsabilitat I per ajudar-vos mútuament! Sigueu fermament justos! Estimeu tot el nostre poble! Sigueu fermament justos! Estimeu tot el nostre poble! II L'assoliment de la satisfacció I la pau per part del nostre poble S'aconseguirà Quan tots els nostres cors bateguin com un, Estimeu-vos els uns als altres! Promoveu la felicitat i la unitat! Estimeu-vos els uns als altres! Promoveu la felicitat i la unitat! III Us supliquem, oh Déu, Que ens protegeixis i ens guiïs En els dies vinents. Ajudeu-nos amb la vostra mà amorosa. Beneïu el nostre govern I tot el nostre poble! Beneïu el nostre govern I tot el nostre poble! |

## Enllaços esterns
- Himne nacional de Kiribati.